# ميليسا جيلبرت
ميليسا جيلبرت (بالإنجليزية: Melissa Gilbert)‏ (و. 1964 – م) هي ممثلة، وكاتبة السيرة الذاتية، وممثلة تلفزيونية، وممثلة مسرحية من الولايات المتحدة الأمريكية . ولدت في لوس أنجلوس .

## جوائز وترشيحات
حصلت على جوائز منها:
جائزة المسرح العالمي (سنة 1988)

## روابط خارجية
- ميليسا جيلبرت على موقع IMDb (الإنجليزية)
- ميليسا جيلبرت على موقع روتن توميتوز (الإنجليزية)
- ميليسا جيلبرت على موقع ألو سيني (الفرنسية)
- ميليسا جيلبرت على موقع تيرنر كلاسيك موفيز (الإنجليزية)
- ميليسا جيلبرت على موقع أول موفي (الإنجليزية)
- ميليسا جيلبرت على موقع قاعدة بيانات برودواي على الإنترنت (الإنجليزية)
- ميليسا جيلبرت على موقع قاعدة بيانات الأفلام السويدية (السويدية)
- ميليسا جيلبرت على موقع إن إن دي بي (الإنجليزية)
- ميليسا جيلبرت على موقع قاعدة بيانات الفيلم (الإنجليزية)
- ميليسا جيلبرت على موقع كينوبويسك (الروسية)